# 松井恵理子のにじらじっ!
『松井恵理子のにじらじっ!』（まついえりこのにじらじっ!）は、2016年10月12日から音泉にて配信されているインターネットラジオ番組。

## 概要
松井が初のソロパーソナリティを務めるラジオ番組。
松井が学生時代から好きな「虹」を番組タイトル名に取り入れている。「松井の中にある様々な色を届けつつ、自身も気づいていない新たな色をリスナーと共に見つけていく」のが番組コンセプト。フリートーク、メール紹介、番組コーナー、松井の声優活動・アーティスト活動の情報を軸に進行。　コーナーにもあるが、本人の出身地である愛知県蒲郡市や三河地方ネタが随所に入る。
アニラジアワードでは、第3回（2016年度）に「BEST COMFORT RADIO 癒しラジオ賞」の新人枠、第4回（2017年度）に同賞の一般枠にノミネートされるもいずれも受賞を逃していた。第5回（2018年度）では、3年連続で同賞にノミネートされたほか、「BEST FEMALE RADIO 最優秀女性ラジオ賞」とこの回より開設された「BEST SOLO RADIO賞 ひとりラジオ賞」の計3部門にノミネートされ、最終的に「BEST SOLO RADIO賞 ひとりラジオ賞」としての受賞を果たした。

## 配信日
音泉
- プレ配信（2016年10月12日）
- 毎週水曜日午後更新（2016年11月2日 - ）
  - ※有料会員である音泉プレミアムサポーター[注 1]は、通常配信以外の「おまけコーナー」を聴取可能[3]。

## パーソナリティ
- 松井恵理子

## テーマソング

### オープニングテーマ
「デッサン」（第12回 - 第29回）
作詞・作曲 - 近藤薫 / 編曲 - 沢頭たかし / 歌 - 松井恵理子
「じゃんだらりん」（第30回 - 第112回）
作詞・作曲 - 近藤薫 / 編曲 - 沢頭たかし / 歌 - 松井恵理子
「irouta」（第113回 - ）
作詞 - 松井恵理子、馬渕由妃 / 作曲 - 馬渕由妃 / 歌 - 松井恵理子

### エンディングテーマ
「ココニアルモノ」（第12回 - ）
作詞・作曲 - 千綿偉功 / 編曲 - 安原兵衛 / 歌 - 松井恵理子
「理想ラビリンス」（第28回限定）
作詞 - 下地悠 / 作曲 - 多田慎也 / 編曲 - 中村友 / 歌 - 松井恵理子

## コーナー
ふつおた！
ふつおたコーナー。
ひとりの極みオトメ
インドア派の松井がより快適なソロライフを過ごす為に、リスナーから家・部屋内で出来るおすすめの楽しい一人遊びを募集する。
にじいろネーミング
松井が様々なニックネームを持つゆえのコーナー。リスナーから自身のニックネームにまつわるエピソードを募集する。また、松井にニックネームを命名して欲しいリスナーも募集する。
ミュージック オブ 恵理子
松井が今まで聴いてきた楽曲の中からピックアップしたものを番組内で流していく。その曲にまつわるエピソードも語っていく。
月刊☆蒲郡
松井の故郷・蒲郡市に関するニュース・トピックスを月1ペースで紹介するコーナー。リスナーから蒲郡市の情報を募集。
どうでもいいコーナー
文章の始まりに「ホントにどうでもいいことなんですが…」を書いて、その後は自由な内容で投稿を募集するコーナー。どんな内容の投稿でも松井が受け止めていく。
そうだら〜?
松井に共感して欲しいことを募集するコーナー。コーナー名は、松井の故郷の方言である三河弁で共感・推量の際に使用される。
おバカ自慢コンテスト
リスナーから自身のおバカエピソード・失敗談を募集し、松井が「馬鹿だな〜」と笑い飛ばしていく。
Sound booth
番組の新テーマソングを制作するにあたり、どんな楽曲にするかを、松井と同事務所所属で作曲担当の馬渕由妃とともに検討していくコーナー。

## ゲスト
- 第008回（2016年12月21日） - 照井春佳、吉田有里
- 第017回（2017年03月08日） - 鷲崎健
- 第028回（2017年05月24日） - 内山夕実
- 第050回（2017年10月25日） - 大坪由佳
- 第051回（2017年11月01日） - 大坪由佳
- 第059回（2017年12月27日） - 諏訪彩花
- 第068回（2018年03月07日） - 野村香菜子、駒形友梨、角元明日香
- 第090回（2018年08月15日） - 馬渕由妃
- 第093回（2018年09月05日） - 馬渕由妃
- 第096回（2018年09月26日） - 馬渕由妃
- 第100回（2018年10月24日） - 馬渕由妃
- 第108回（2018年12月19日） - 馬渕由妃
- 第111回（2019年01月16日） - 馬渕由妃
- 第203回（2020年10月28日） - 洲崎綾
- 第212回（2020年12月30日） - 高森奈津美
- 第213回（2021年01月06日） - 高森奈津美
- 第244回（2021年08月11日） - 青木佑磨

## イベント・公開配信
- 【音泉文化祭】松井恵理子のにじらじっ!
  - 開催日 - 2016年11月19日[4]
  - 会場 - 3331 Arts Chiyoda
  - ニコニコ生放送＜音泉＞チャンネルにて有料配信もされた[5]
- ＜音泉＞祭り 2017冬 内イベント ＜音泉＞「おにゃのこ」パーソナリティ祭り！リスナーの皆さんも一緒に盛り上がっちゃいましょう！
  - 開催日 - 2017年2月18日[6]
  - 会場 - よみうりランド
  - 音泉で配信中のラジオ番組の女性パーソナリティによる合同イベント
- 松井恵理子のにじらじっ！公開録音 〜蒲郡に来てみりんっ！〜
  - 開催日 - 2018年1月21日
  - 会場 - 蒲郡市民会館
  - 音源配信 - 第63回（2018年1月31日）
- インターネットラジオステーション＜音泉＞祭り 2018冬
  - 開催日 - 2018年2月18日[7]
  - 会場 - 幕張メッセ
- インターネットラジオステーション＜音泉＞27時間ニコ生放送「松井恵理子のにじらじっ！」
  - 開催日 - 2018年7月14日 18:15 - 19:10
  - 音泉15周年を記念したニコニコ生放送の枠番組[8]
- 松井恵理子のにじらじっ！公開録音 〜蒲郡にまたこりん！〜 
  - 開催日 - 2019年3月9日
  - 会場 - 蒲郡市民会館
  - ゲスト - 内田彩、馬渕由妃、松嵜麗、高森奈津美
- 松井恵理子のにじらじっ！～バレンタイン女子会～ (オンライン配信)
  - 開催日 - 2021年2月14日
  - ゲスト - 内田彩、洲崎綾、高森奈津美、松嵜麗

## 関連商品
- にじらじっぱーかー
  - 2016年11月15日、音泉通販サイトにて販売。同年11月19日開催の音泉主催イベントの会場においても販売。
  - 松井がデザインしたオリジナルパーカー。色はホワイト。サイズは M / L / XL。
  - 新色のブラックは2017年1月25日に受注生産で販売。
- にじらじっオリジナル折り畳み傘
  - 2017年2月18日開催の音泉主催イベントの会場において販売。音泉通販サイトにおいても販売。
  - 松井がデザインしたオリジナル折り畳み傘。
- 松井恵理子のにじらじっ! クッションカバーセット 
  - 2017年8月11日 - 8月13日、C92の会場において販売。音泉通販サイトにおいても販売。
  - 松井がデザインしたオリジナルクッションカバーとトークCDのグッズセット。
- にじらじっTシャツ
  - 2017年8月11日 - 8月13日、C92の会場において販売。音泉通販サイトにおいても販売。
  - 松井がデザイン監修したオリジナルTシャツ。サイズは M / L / XL。
- にじらじっ!ジャージ
  - 2018年1月21日、番組公開録音の会場において販売、音泉通販サイトにおいても販売。
  - 松井がデザインしたオリジナルジャージ。サイズは M / L / XL。
- にじらじっ!アクリルキーホルダーセット
  - 2018年2月18日開催の音泉主催イベントの会場において販売[7]。